# Polyblastus tuberculatus
Polyblastus tuberculatus är en stekelart som beskrevs av Teunissen 1953. Polyblastus tuberculatus ingår i släktet Polyblastus och familjen brokparasitsteklar. Inga underarter finns listade i Catalogue of Life.